# Ommatius baboquivari
Ommatius baboquivari là một loài ruồi trong họ Asilidae. Ommatius baboquivari được Wilcox miêu tả năm 1936. Loài này phân bố ở vùng Tân Bắc giới.